# Imensidão
Imensidão (Ao Vivo em Goiânia) é o sexto álbum ao vivo da dupla sertaneja Maiara & Maraisa, gravado na Pecuária de Goiânia, Rua 250, 221 – St. Nova Vila, Goiânia – GO.
Conta com as participações de Amado Batista na faixa Princesa, Bruno & Marrone nas faixas Goiás é Mais e Por Um Minuto, Di Paullo & Paulino na faixa Amor de Primavera e Leonardo em Rumo à Goiânia.

## Lista de faixas
| N.º            | Título                                             | Compositor(es) | Participação especial | Duração  |  |
| 1.             | "Vai Lá (Ao Vivo em Goiânia)"                      | Larissa Ferreira Da Silva / Matheus Freire Carvalho Costa / Renato Ratacheski De Sousa Raulino / Cleber Souza Silva |                       | 2:20     |  |
| 2.             | "Exposição (Ao Vivo em Goiânia)"                   | Larissa Ferreira Da Silva / Renato Ratacheski De Sousa Raulino / ELIABE QUEIXIN / Júnior Gomes / Thales Lessa       |                       | 2:40     |  |
| 3.             | "Cê Nunca Vai Saber (Ao Vivo em Goiânia)"          | Larissa Ferreira Da Silva / Renato Ratacheski De Sousa Raulino / Rafa Borges / Junior Pepato / Diego Silveira       |                       | 2:42     |  |
| 4.             | "Ex Que Segue Ex (Ao Vivo em Goiânia)"             | Larissa Ferreira Da Silva / Renato Ratacheski De Sousa Raulino / Rafa Borges / ELIABE QUEIXIN                       |                       | 2:45     |  |
| 5.             | "Amor de Primavera (Ao Vivo em Goiânia)"           | César Augusto Saud Abdalla / Geraldo Paula                                                                          | Di Paullo & Paulino   | 3:32     |  |
| 6.             | "Usada (Ao Vivo em Goiânia)"                       | Renato Ratacheski De Sousa Raulino / de Angelo / Elcio Di Carvalho                                                  |                       | 3:16     |  |
| 7.             | "Mulher De Um Homem Só (Ao Vivo em Goiânia)"       | Larissa Ferreira Da Silva / Rafa Borges / de Angelo / Carla Maraisa Henrique Pereira                                |                       | 3:24     |  |
| 8.             | "Rumo à Goiânia (Ao Vivo em Goiânia)"              | Adir Paiva Neto | Leonardo              | 3:37     |  |
| 9.             | "Saudade Própria (Ao Vivo em Goiânia)"             | Thamara Castro / Paulinha Copetti / Gui Love / L. Lanutti                                                           |                       | 2:54     |  |
| 10.            | "Qual a Graça (Ao Vivo em Goiânia)"                | Luiz Henrique / Henrique Andrade / Henrique Alves / Amanda Arantes                                                  |                       | 2:46     |  |
| 11.            | "Princesa (Ao Vivo em Goiânia)"                    | José Fernandes Santos                                                                                               | Amado Batista         | 3:31     |  |
| 12.            | "Goiás é Mais (Ao Vivo em Goiânia)"                | Moacyr Franco | Bruno & Marrone       | 3:16     |  |
| 13.            | "Morango e Chocolate (Ao Vivo em Goiânia)"         | Thales Lessa / Junior Pepato / Diego Silveira / de Angelo                                                           |                       | 2:41     |  |
| 14.            | "Por Um Minuto - Bonus Track (Ao Vivo em Goiânia)" | Alessio Lorenzi / Claudio Ferreira Rabello / Gianpaolo Santandrea / Josep Capdevila Querol                          | Bruno & Marrone       | 3:04     |  |
| Duração total: | Duração total:                                     | Duração total: | Duração total:        | 00:42:32 |  |